# Парада-де-Сіль
Парада-де-Сіль (гал. Parada de Sil, ісп. Parada de Sil) — муніципалітет в Іспанії, у складі автономної спільноти Галісія, у провінції Оренсе. Населення — 683 осіб (2009).
Муніципалітет розташований на відстані близько 390 км на північний захід від Мадрида, 24 км на схід від Оренсе.
Муніципалітет складається з таких паррокій: Кашиде, Чандреша, Форкас, А-Едрада, Парада-де-Сіль, Ас-Парадельяс, Прадомао, Сакардебойс, Сан-Лоуренсо-де-Баршакова.

## Демографія
Динаміка населення (INE ):

## Галерея зображень

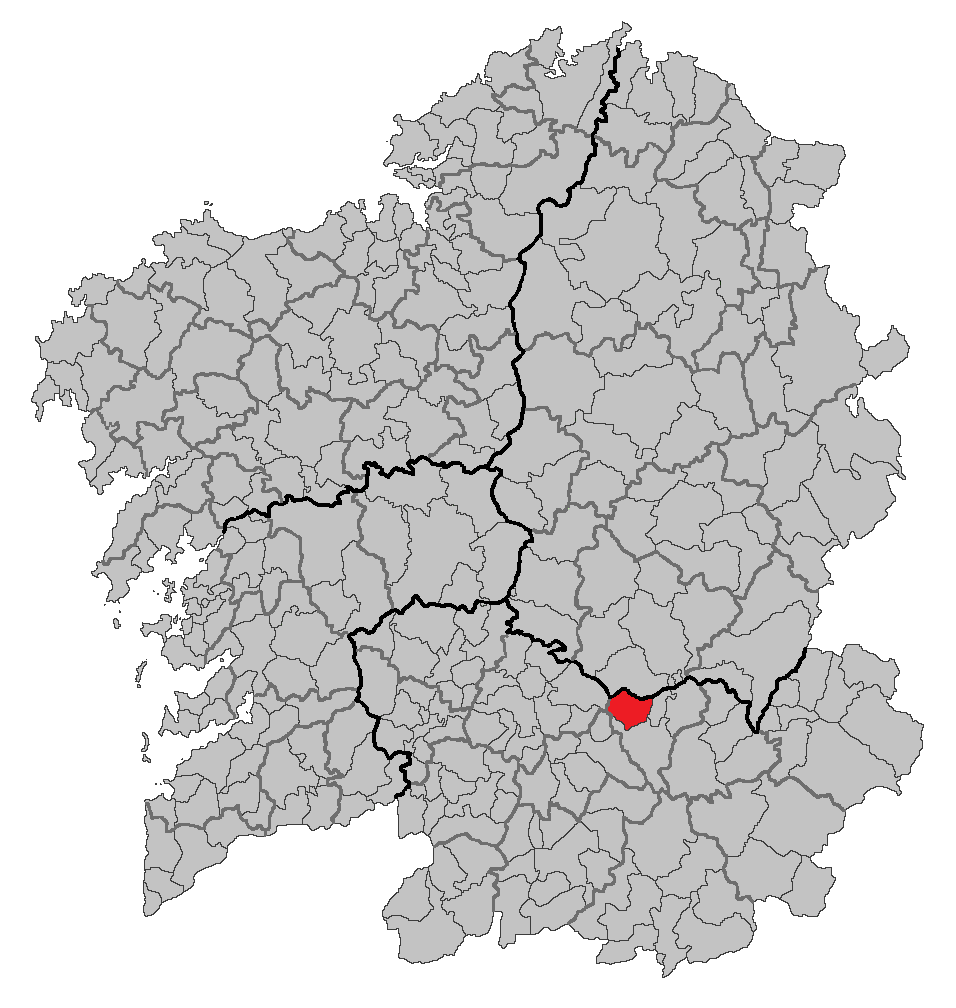
Розташування муніципалітету